# Remigio Herrero i Garcia
Remigio Herrero i Garcia (Rueda, Valladolid, 20 de setembre de 1951 - Barcelona, 4 de febrer de 2020) fou un polític català, regidor municipal i diputat al Congrés dels Diputats en la V Legislatura.
Graduat en magisteri i militant del PSC, va exercir com a tinent d'alcalde de l'ajuntament de Mataró en ser escollit regidor a les eleccions municipals espanyoles de 1983, 1987, 1991, 1995 i 1999.
El desembre de 1995 va substituir en el seu escó Carme Figueras i Siñol, escollida diputada a les eleccions generals espanyoles de 1993 i que es volia presentar a les eleccions al Parlament de Catalunya de 1995. De 1995 a 1996 fou vocal de la Comissió de Règim de les Administracions Públiques del Congrés dels Diputats. No va optar a la reelecció al Congrés i continuà la seva tasca com a primer tinent d'alcalde a l'ajuntament de Mataró escollit a les eleccions municipals espanyoles de 1995 i 1999. A les eleccions municipals de 2011 formà part de la candidatura del PSC a l'ajuntament d'Òrrius.
En acabar el seu últim mandat de regidor, reingressà com a mestre a l'escola pública Tomàs Viñas de Mataró, escola que havia co-dirigit a principis de la dècada dels vuitanta.